# Treubia insignis
Treubia insignis là một loài rêu trong họ Treubiaceae. Loài này được K.I. Goebel mô tả khoa học đầu tiên năm 1891.
Danh pháp khoa học của loài này chưa được làm sáng tỏ. 